# Jelena Rozga

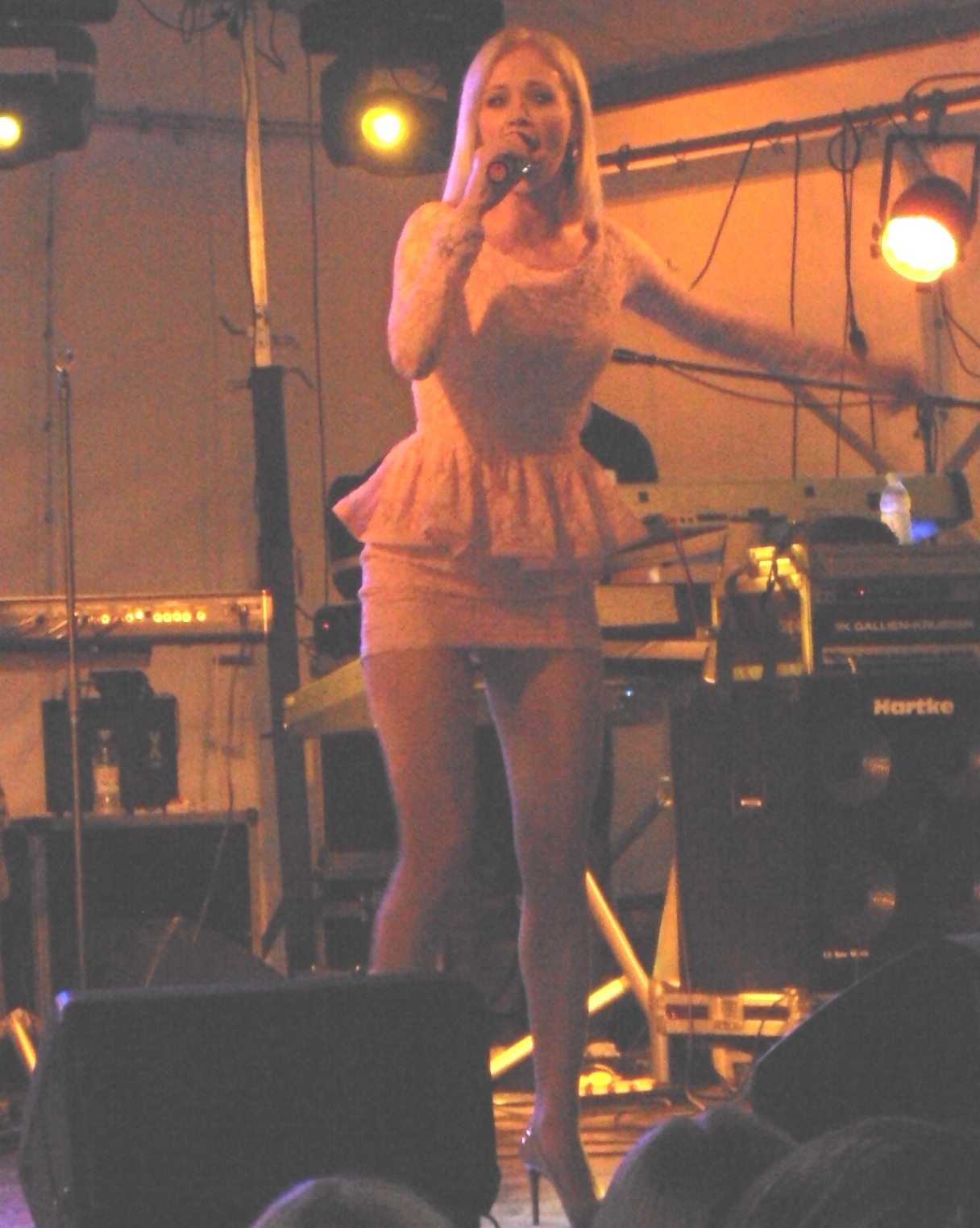
Jelena Rozga

Jelena Rozga (* 23. August 1977 in Split, Jugoslawien) ist eine kroatische Popsängerin.

## Biografie
Jelena Rozga wuchs in Split auf nahm seit ihrer Kindheit Ballettunterricht. Am Ende ihrer Grundschulausbildung meldete sie sich an der weiterführenden Ballettschule an und begann am Kroatischen Nationaltheater in Zagreb zu tanzen. Sie hörte mit dem Ballett am Beginn ihrer Musikkarriere auf.
Jelena Rozga startete ihre professionelle Karriere als Sängerin 1996 mit ihrem Beitritt zur Gruppe „Magazin“. Gleich bei ihrem ersten Auftritt – mit dem Lied Aha – belegte sie den zweiten Platz beim Dora-Musikwettbewerb, der Kroatien die Teilnahme am Eurovision Song Contest ermöglicht. Sie verließ die Gruppe 2006, um eine Solokarriere zu beginnen.
2006 veröffentlichte sie ihr erstes Soloalbum „Oprosti mala“ unter dem Label Croatia Records. 2007 gewann sie das Split Pop Music Festival. 2011 folgte das Album „Bižuterija“.

## Diskografie

### Alben
- 2006: Oprosti mala
- 2011: Bižuterija
- 2016: Moderna žena

### Kompilationen
- 2011: Best of
- 2022: Minut srca mog

### Live-Alben
- 2017: Jelena Rozga

### Singles (Auswahl)
| - 1996: Suze biserne (mit Magazin) - 1996: Minut srca mog (mit Magazin) - 1997: Opijum (mit Magazin) - 1998: Gutljaj Vina (mit Magazin) - 1998: Ginem (mit Magazin) - 1999: Ako Poludim (mit Magazin) - 2000: Minus I Plus (mit Magazin) - 2000: Jel' Zbog Nje (mit Magazin) - 2002: 'Ko me zove (mit Magazin) - 2003: Kad Bi Bio Blizu (mit Magazin) - 2004: Ne tiče me se (mit Magazin) - 2006: Oprosti mala - 2011: Bižuterija - 2011: Razmažena | - 2011: Rodit' Ću Ti 'Ćer I Sina - 2011: Daj Šta Daš - 2011: Dalmatinka (mit Connect) - 2012: Dobitna kombinacija - 2012: Solo igračica - 2013: Nirvana - 2013: Prsti zapleteni (mit Klapa Rišpet) - 2014: Okus Mentola - 2015: Kraljica - 2016: Tsunami - 2016: Moderna žena - 2016: Ne Pijem, Ne Pušim - 2021: Ti I Ja (mit Saša Matić) - 2024: Lavica |